# Ieronim Dănilă
Ieronim Dănilă (n. 22 decembrie 1866, Săbadu de Câmpie, jud. Mureș – d. 21 iunie 1926) a fost un delegat în Marea Adunare Națională de la Alba Iulia, organismul legislativ reprezentativ al „tuturor românilor din Transilvania, Banat și Țara Ungurească”, cel care a adoptat hotărârea privind Unirea Transilvaniei cu România, la 1 decembrie 1918 .

## Biografie
Ieronim Dănila s-a născut la 22 martie 1866 în comuna Săbadu de Câmpie. Și-a început studiile la colegiul german din Bistrița, iar mai apoi a continuat liceul și teologia la Blaj, unde l-a avut profesor pe Ion Micu Moldovan. Cariera de preot și-a început-o în comuna Budești, jud. Cluj, azi rămasă în teritoriul cedat.

## Activitatea politică
A participat la Marea Adunare de la Alba-Iulia de la 1 decembrie 1918 ca delegat oficial al protopopiatului greco-catolic Cătina. În 1919-1920 a fost ales senator al Câmpiei sub guvernul prezidat de Al. Vaida Voivod.

## Recunoașteri
În anul 1925, Ieronim Dănilă a fost distins cu premiul Răsplata muncii pentru biserică, clasa I.

## Lectură suplimetară
- Ioan I. Șerban, Nicolae Josan (coord.), Dicționarul personalităților Unirii. Trimișii românilor transilvăneni la Marea Adunare Națională de la Alba Iulia, Alba Iulia, Editura Altip, 2003.
- Daniela Comșa, Eugenia Glodariu, Maria M. Jude, Clujenii și Marea Unire, Muzeul Național Transilvania, Cluj-Napoca, 1998
- Florea Marin, Medicii și Marea Unire, Editura Tipomur, Târgu Mureș, 1993
- Silviu Borș, Alexiu Tatu, Bogdan Andriescu, (coord.), Participanți din localități sibiene la Marea Adunare Națională de la Alba Iulia din 1 decembrie 1918, Editura Armanis, Sibiu, 2015